# Dirka po Franciji 1961
| Mesto | Ime              | Čas           |
| ----- | ---------------- | ------------- |
| 1     | Jacques Anquetil | 122 h 01' 33' |
| 2     | Guido Carlesi    | 12 14         |
| 3     | Charly Gaul      | 12' 16        |
| 4     | Imerio Massignan | 15' 59        |
| 5     | Hans Junkermann  | 16' 09        |

Dirka po Franciji 1961 je bila 48. dirka po Franciji, ki je potekala leta 1961.

## Pregled
| Kategorije                          | Podatki       |
| ----------------------------------- | ------------- |
| Začetek-konec                       | Rouen - Pariz |
| Dolžina (km)                        | 4.397         |
| Število etap                        | 21            |
| Povprečna hitrost zmagovalca (km/h) | 36,033        |
| Kolesarjev                          | 132           |
| Tekmo končalo                       | 72            |